# KDE Games
KDE Games és un conjunt de jocs desenvolupats dins de l'ecosistema KDE, destinat a usuaris i usuàries de sistemes operatius basats en Unix com Linux, i que formen part del projecte KDE. Aquests jocs es distribueixen com a part de l'entorn d'escriptori KDE i ofereixen una àmplia gamma d'opcions de joc, des de jocs de taula fins a jocs d'estratègia i d'habilitat. Les persones interessades en el desenvolupament dels jocs poden obtenir el codi font de KDE Games a través del sistema de control de versions SVN de KDE.
Els jocs de KDE Games es distribueixen en diverses categories. A la categoria kdegames, es pot trobar KPatience, entre d'altres. La categoria kdegames-arcade inclou jocs com KAsteroids, KBounce, KFoulEggs, KSirtet, KSmileTris i KTuberling, entre molts més. A la categoria kdegames-board, es poden jugar títols com Atlantik, KBackgammon, KBattleship i KBlackBox, entre altres jocs de taula. A la categoria kdegames-tactic, s'hi poden trobar jocs d'estratègia com Konquest i altres. Finalment, a la categoria kdegames-card hi ha KPoker, així com altres jocs de cartes.